# Aleksander Judycki
Aleksander Judycki herbu Radwan odmienny (zm. po 1677) – kasztelan miński, rotmistrz wojsk litewskich, dworzanin królewski, wojski rzeczycki, starosta jaśwoński, pułkownik generalny Księstwa Żmudzkiego w 1656 roku, kawaler maltański (w zakonie ok. połowy XVII wieku). 
Syn stolnika rzeczyckiego Konstantego i Cecylii z Jasieńskich – córki pisarza w. lit. Mikołaja i Marianny z Sapiehów (córki wojewody nowogródzkiego Pawła Sapiehy i wnuczki Aleksandra Chodkiewicza).
Od 1643 starosta jaśwoński na Żmudzi. W 1648 roku był elektorem Jana II Kazimierza Wazy z województwa mińskiego i z województwa wileńskiego w 1648 roku. W 1655 został obrany przez szlachtę regimentarzem, wyzwalał Żmudź od wojsk szwedzkich i band grabieżczych. Był członkiem antyszwedzkiej konfederacji szlachty żmudzkiej, zebranej na pospolite ruszenie w Szadowie 3 czerwca 1656 roku. W wojnie moskiewskiej chorągiew Aleksandra Judyckiego wchodziła w skład dywizji hetmana w. lit. Pawła Sapiehy.
Ok. 1672 mianowany kasztelanem mińskim.
Poślubił Annę Felicjannę Rudzką h. Wężyk (stąd zwaną Wężykówną), z którą miał trzech synów:
- Jerzego Konstantego, starostę jaśwońskiego, ożenionego z Katarzyną z Bennetów II v. za Krzysztofem Benedyktem Niemirowiczem-Szczyttem (kasztelanem smoleńskim)[4]

- Mikołaja, kanonika łuckiego

- Jana Pawła, kasztelana mińskiego.